# Bäumchenschnecken
Die Bäumchenschnecken (Tritonioidea) sind eine Überfamilie und gleichzeitig eine Teilordnung (Dendronotida) der Nacktkiemer innerhalb der Ordnung Hinterkiemerschnecken. Die in allen Weltmeeren auftretenden kleinen bis großen gehäuselosen Schnecken sind Fleischfresser, die sich von unterschiedlichen sessilen und pelagischen Tieren, meist Nesseltieren ernähren.

## Merkmale
Wie anderen Nacktkiemerschnecken fehlen den Bäumchenschnecken Mantelhöhle und Schale. Die Bäumchenschnecken tragen am Rücken meist zwei Reihen verzweigter Fortsätze, die bei vielen Arten durch ihre weitreichenden Verzweigungen wie Baumkronen oder Wasserpflanzen erscheinen und so die Konturen der Schnecke verschwimmen lassen. Die Rhinophoren können in spezielle Scheiden zurückgezogen werden. Der Mund ist mit einem Velum (Segel) umgeben, das bei den Tritoniidae und Dendronotidae ein Paar fühlerartiger, baumartig verzweigter Fortsätze trägt. Der After liegt ebenso wie das Herz auf der rechten Seite.
Die Bäumchenschnecken sind Zwitter, die sich wechselseitig mit ihren Penissen begatten. Jedes Tier produziert Eizellen und Spermien und hat sowohl eine weibliche als auch eine männliche Geschlechtsöffnung, die nebeneinander liegen. Die Eier werden in Gelegen aus tausenden Eikapseln abgelegt, aus denen Veliger-Larven schlüpfen. Diese tragen während ihrer pelagischen Phase zeitweise eine winzige Schale, die später wieder verloren geht, so dass durch die Metamorphose eine gehäuselose Nacktschnecke entsteht.
Die Bäumchenschnecken sind zum größeren Teil benthisch und leben in den meisten Fällen auf den pflanzenähnlichen sessilen Tieren, von denen sie sich ernähren und wo sie durch ihre verzweigten Fortsätze getarnt sind. Dies sind in der Regel, insbesondere bei den Tritoniidae und Dendronotidae, sessile Nesseltiere, vor allem Hydrozoen. Die Schnecken der Gattung Melibe in der Familie Tethydidae leben auf Wasserpflanzen oder am Meeresboden, wo sie mit ihrem Schleier kleine Krebse und Quallen erbeuten. Die zur gleichen Familie gehörende Schleierschnecke (Tethys fimbria) ist dagegen pelagisch und fängt ebenfalls mit ihrem Schleier vor allem kleine Krebse. Die Phylliroidae leben als Jungtiere parasitisch an pelagischen Hydrozoen, und auch als pelagische Adulttiere erbeuten sie Nesseltiere und verschiedenes Zooplankton.

## Systematik
Nach Bouchet und Rocroi (2005) gehören zu den Bäumchenschnecken (Dendronotida) mit der einzigen Überfamilie Tritonioidea neun Familien. Angegeben sind auch ein paar Artbeispiele:
- Familie Tritoniidae Lamarck, 1809
  - Große Tritonia (Tritonia hombergi)
  - Gefranste Bäumchenschnecke (Marionia blainvillea)
- Familie Aranucidae Odhner, 1936
- Familie Bornellidae Bergh, 1874
- Familie Dendronotidae Allman, 1845
  - Zottige Bäumchenschnecke (Dendronotus frondosus)
  - Weiße Bäumchenschnecke (Dendronotus albus)
  - Riesen-Bäumchenschnecke (Dendronotus iris)
- Familie Hancockiidae MacFarland, 1923
- Familie Lomanotidae Bergh, 1890
- Familie Phylliroidae Menke, 1830
  - Beilschnecke (Phylliroe bucephala)
- Familie Scyllaeidae Alder & Hancock, 1855
- Familie Tethydidae Rafinesque, 1815
  - Schleierschnecke (Tethys fimbria)
  - Löwenkopfschnecke (Melibe leonina)
  - Melibe viridis